# Masterpiece Theatre
Masterpiece Theatre е четвъртият албум на американската група „Ен Воуг“, издаден през май 2000 година от Elektra Records. Албумът достига 67-ма позиция в класацията Билборд 200 за албуми. 

## Списък на песните

### Стандартно издание
1. Riddle – 5:09
2. No, No, No (Can't Come Back) – 3:09
3. Falling in Love – 4:08
4. Suite (интро) (с Russell Gatewood) – 0:26
5. Love U Crazay (с Kamil Marzette) – 4:19
6. Sad But True – 4:08
7. Love Won't Take Me Out – 4:59
8. Whatever Will Be, Will Be – 4:43
9. Suite (Outro) (с Russell Gatewood) – 0:05
10. Beat of Love – 4:13
11. Latin Soul – 4:32
12. Work It Out – 4:27
13. Those Dogs (с Bobby McFerrin и Eklypse) – 4:09
14. Number One Man – 4:39